# Philibert Smellinckx
Philibert Smellinckx (17 de janeiro de 1911 – 8 de abril de 1977) foi um futebolista belga que competiu na Copa do Mundo FIFA de 1934 e 1938.